# أندريه باربو
أندريه باربو هو طبيب أعصاب وعالم أعصاب كندي، ولد في 27 مايو 1931 في مونتريال في كندا، وتوفي بنفس المكان في 9 مارس 1986.